# Yigoga taftanica
Yigoga taftanica är en fjärilsart som beskrevs av Brandt 1941. Yigoga taftanica ingår i släktet Yigoga och familjen nattflyn. Inga underarter finns listade i Catalogue of Life.